# Gabriella Carrel
Gabriella Carrel (* 30. Juli 1966 in Aosta) ist eine ehemalige italienische Skilangläuferin.

## Werdegang
Carrel trat international erstmals bei den Nordischen Junioren-Skiweltmeisterschaften 1984 in Trondheim in Erscheinung. Dort belegte sie den 32. Platz über 10 km und den sechsten Rang mit der Staffel. In den folgenden Jahren lief sie bei den Junioren-Skiweltmeisterschaften in Täsch auf den 27. Platz über 10 km und auf den siebten Rang mit der Staffel und bei den Junioren-Skiweltmeisterschaften in Lake Placid auf den 21. Platz über 5 km, auf den 14. Rang über 15 km und auf den achten Platz mit der Staffel. Bei den Weltmeisterschaften 1985 in Seefeld in Tirol kam sie auf den 49. Platz über 5 km und den 35. Rang über 20 km  und bei den Weltmeisterschaften 1987 in Oberstdorf auf den 28. Platz über 10 km klassisch und bei den Weltmeisterschaften 1989 in Lahti auf den 26. Platz über 30 km Freistil, auf den 22. Rang über 10 km klassisch und auf den sechsten Platz mit der Staffel. Bei ihrer einzigen Olympiateilnahme im Februar 1988 in Calgary errang sie den 42. Platz über 5 km klassisch.